# Richthofen
Richthofen (izvirno Prätorius von Richthofen) je stara prusko-nemška plemiška rodbina, katere izvor lahko sledimo v prvo polovico 16. stoletja.

## Zgodovina
Začetnik rodbine je bil Sebastian Schmidt genannt Faber oz. Fabricius (1515-1553), naddiakon v Bernauu, poznejši nadpastor v Potsdamu.
Njegov sin Samuel Faber (1543-1605), mestni svetnik, svetnik in župan Frankfurta na Odri, je bil leta 1562 posvojen s strani bratranca svoje matere, Paulusa Schultzeja (pozneje Scultetus, takrat Prätorius), zemljiškega gospoda Königsborna in Biederitza, ki je leta 1561 prejel cesarsko pismo o podelitvi družinskega grba.
Samuelov sin Tobias Praetorius (1576-1644), zemljiški gospod Buschvorwerka pri Schmiedebergu v Šleziji, je bil glavar okrožja Schmiedeberg.
Njegov sin, Johann Praetorius, zemljiški gospod Rauskeja pri Striegauu in Hertwigswaldaua pri Jauru, je bil 29. julija 1661 povzdignjen v bohemijsko plemstvo, nato pa 30. marca 1881 še v prusko plemstvo s častnim plemiškim imenom von Richthofen.
- Veja Hertwigswaldau: sprejeta v bohemijski baronski stan 30. julija 1735; Samuel von Richthofen, zemljiški gospod Hertwigswaldaua pri Jauru...
- Veja Kohlhöhe: sprejeta v pruski baronski stan 6. novembra 1741; Samuel Prätorius von Richthofen, zemljiški gospod Kohlhöheja pri Striegau, Rauskeja...

## Pripadniki rodbine
- Karl von Richthofen (1811-1888), pravni zgodovinar in profesor v Berlinu
- Ferdinand von Richthofen (1833-1905), geograf, geolog in raziskovalec
- Oswald von Richthofen (1847-1906), pruski državni minister
- Manfred von Richthofen (1855-1939), nemški general
- Else von Richthofen (1874-1972), tovarniška inšpektorica
- Frieda von Richthofen (1879-1956), pisateljica in prevajalka
- Manfred »Rdeči baron« von Richthofen (1892-1918), nemški vojaški pilot in letalski as
- Lothar von Richthofen (1894-1922), nemški vojaški pilot in letalski as
- Wolfram von Richthofen (1895-1945), nemški vojaški pilot, generalfeldmaršal in letalski as
- Bolko von Richthofen (1899-1983), zgodovinar
- Hermann von Richthofen (1933-), diplomat in veleposlanik
- Manfred von Richthofen (1934-), nemški športnik in športni funkcionar